# Rudolf Stöger-Steiner von Steinstätten
Rudolf Stöger, ab 1892 Stöger-Steiner Edler von Steinstätten, ab 1918 Stöger-Steiner Freiherr von Steinstätten, ab 1919 Rudolf Stöger-Steiner (* 26. April 1861 in Pernegg an der Mur, Steiermark; † 12. Mai 1921 in Graz), war k.k. Geheimer Rat sowie k.u.k. Generaloberst und letzter Kriegsminister von Österreich-Ungarn.

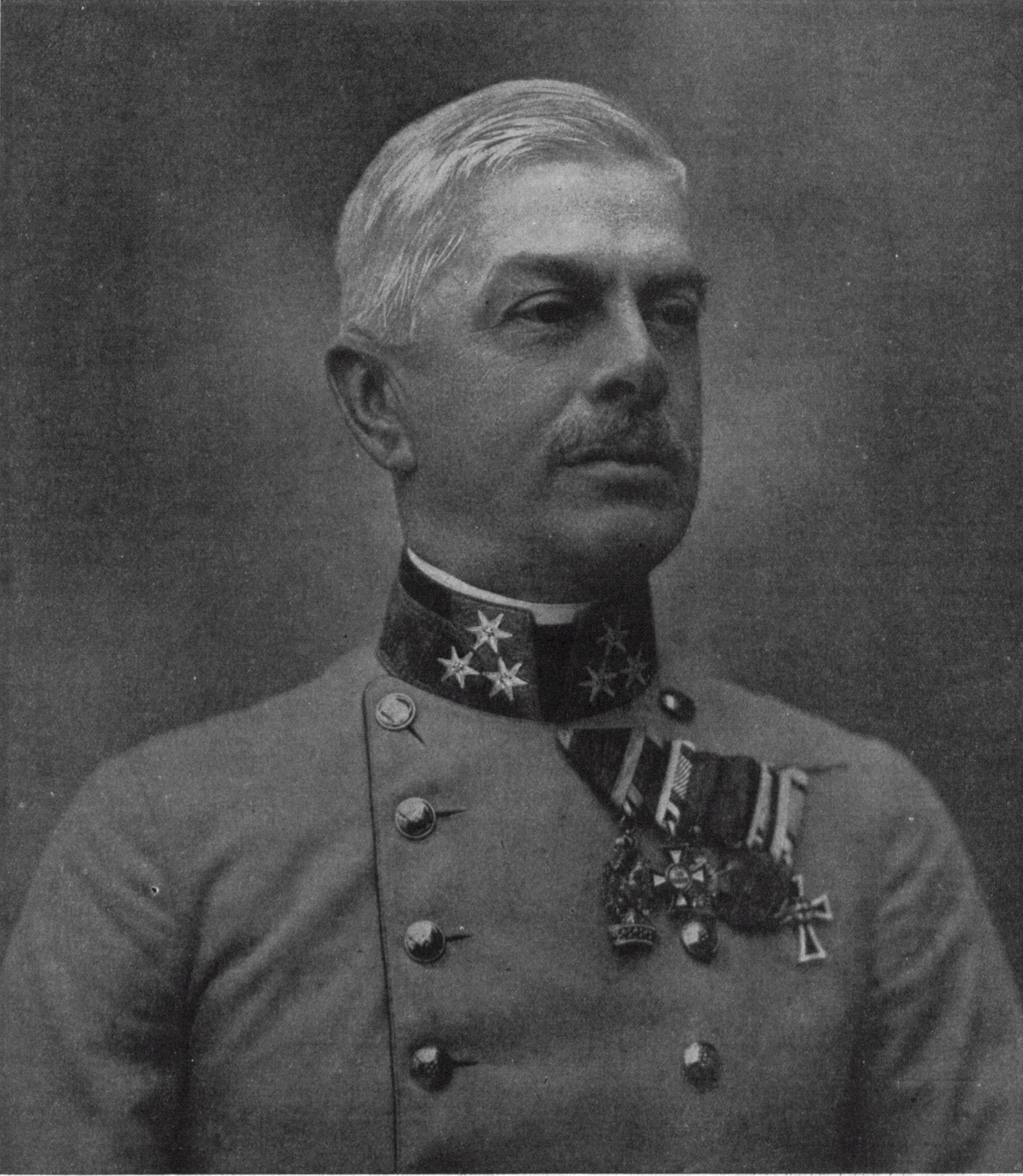
Rudolf Stöger-Steiner von Steinstätten (1917)

## Leben

### Familie und Ausbildung

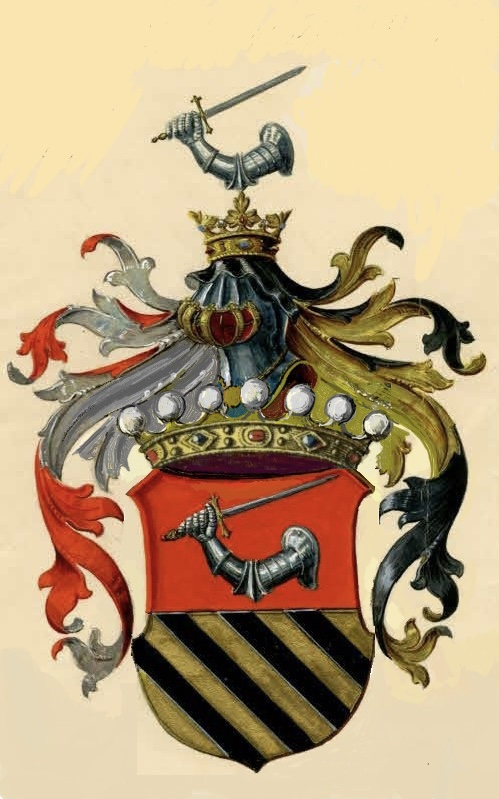
Wappen des Rudolf Stöger-Steiner von Steinstätten als Freiherr (1918)

Stöger war Sohn des Fabrikanten Georg Stöger (1818–1874) und der Agathe Maria Stöger geb. Hofer. Nach dem Tod des Vaters vermählte sich die verwitwete Mutter 1877 mit dem späteren Adoptivvater Joseph Steiner von Steinstätten. Rudolf Stöger besuchte die Kadettenschule in Liebenau (Graz) und trat 1879 in das gemeinsame Heer ein. Er konnte sich in den Bereichen Ballistik und Artillerie spezialisieren und wurde in den Generalstab berufen.
Bis 1891 lautete sein Name Rudolf Stöger, nach Adoption und Adelsübertragung von seinem Stiefvater Joseph Steiner von Steinstätten lautete sein Name 1892 bis 1919 Rudolf Stöger-Steiner von Steinstätten. Er war seit 1892 verheiratet mit Maria Magdalena von Link (* 27. März 1869 in Graz; † 20. Jänner 1939 in Jundorf bei Brünn).
Seine Tochter Margarete Stöger-Steiner Edle von Steinstätten (1893–1969), verehelichte (von) Rohrer, betätigte sich als Verlegerin, unter dem Pseudonym „Ferwall“ als Erzählerin und zudem auch als Frauenrechtlerin. Nach dem Zweiten Weltkrieg brachte sie den von ihrem verstorbenen Mann, Friedrich Rohrer, gegründeten Friedrich-Rohrer-Verlag nach Österreich und übernahm in Innsbruck bis 1967 dessen Leitung.
Sein Sohn Johann (1896–1897) verstarb bereits im Kleinkindalter.
Rudolf von Stöger-Steiner hatte zwei Brüder (Julius Stöger-Steiner Edler von Steinstätten und Gustav Stöger-Steiner), die als Offiziere in der k.k. Landwehr dienten.

### Militärkarriere und Weltkrieg
Rudolf Stöger wurde am 1. November 1880 Leutnant im Feldjäger-Bataillon Nr. 9. Nach dem Besuch der Kriegsschule in Wien und wurde er am 1. November 1886 zum Oberleutnant ernannt. Stöger diente folgend als Adjutant im Generalstab bei der 50. Infanterie-Brigade, der 8. Gebirgs-Brigade und schließlich bei der 18. Infanterie-Truppendivision, wo er am 1. Mai 1890 seine Beförderung zum Hauptmann erlangte. Er diente danach in den Führungsstäben des I. und VIII. Korps, in kurzer Unterbrechung war er auch Kompaniechef des Jäger-Bataillon Nr. 9. Von 1896 bis 1899 war er Dozent für Taktik an der Kriegsschule, wo er am 1. November 1899 zum Major befördert wurde. Am 4. Juni 1903 wurde er Oberst, am 30. März 1907 übernahm er das Kommando über das Infanterie-Regiment Nr. 74 und am 18. März 1909 jenes über die 56. Infanterie-Brigade in Görz.
Die Beförderung zum Generalmajor erfolgte am 1. November 1909, am 24. März 1910 wurde er Kommandant der Armeeschießschule bei Bruck an der Leitha.
Am 22. Juli 1912 wurde er durch die Verleihung des Leopolds-Ordens geehrt und erhielt gleichzeitig das Kommando über die k. u. k. 4. Infanterie-Truppendivision in Brünn. Am 1. November 1912 erfolgte seine Beförderung zum Feldmarschallleutnant.
Stöger-Steiner zog bei Ausbruch des Ersten Weltkrieges als Kommandant der k.u.k. 4. Infanterie-Truppendivision des II. Korps (unter Blasius Schemua) ins Feld. Seine Division operierte während der Schlacht von Krasnik bei Biłgoraj und rückte während der Schlacht von Komarów am linken Flügel der k.u.k. 4. Armee über den Wieprz-Abschnitt in Richtung auf Zamość vor.
Am 26. Juli 1915 wurde Stöger-Steiner Kommandierender General des XV. Korps, das an der italienischen Isonzo-Front entlang der Verteidigungslinie Krn–Tolmein–St. Lucia–Auzza eingesetzt war. Am 1. November 1915 wurde er zum General der Infanterie befördert und nahm mit seinem Korps bis 1917 an acht von insgesamt zwölf Isonzoschlachten teil, in denen die italienischen Angriffe erfolgreich abgewehrt wurden. Nach ihm benannt ist die „Stöger-Steiner-Höhe“ im Gemeindegebiet von Tolmein im heutigen Slowenien.
Zum Dank dafür, dass Stöger-Steiner als Kommandant an der Front stets auch darauf achtete, so weit wie möglich Rücksicht auf die Zivilbevölkerung zu nehmen, wurde er am 2. August 1917 von der Gemeinde Veldes (Bled) am Veldeser See (Bleder See, slowenisch Blejsko jezero) im Nordwesten von Krain zum Ehrenbürger ernannt. Als Generalstabschef des Armeekorps diente ihm in dieser Zeit der spätere österreichische Bundespräsident Theodor Körner.

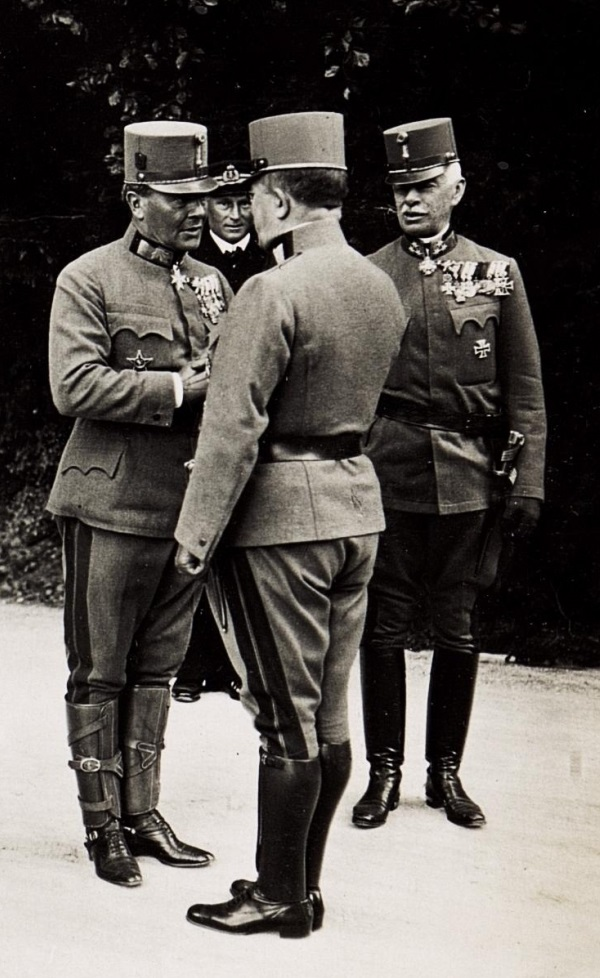
Rudolf Stöger-Steiner von Steinstätten (ganz rechts) in der Villa Wartholz, 1917

Am 12. April 1917 wurde er von Kaiser Karl I. als Nachfolger von Alexander Freiherr von Krobatin zum k.u.k. Kriegsminister ernannt. Als Politiker war Stöger-Steiner weit weniger erfolgreich denn als Feldherr. Er hatte während seiner Amtszeit, die sich als letzte eines österreichisch-ungarischen Kriegsministers erweisen sollte, vor allem im vom Kaiser im Frühjahr 1917 nach drei parlamentslosen Jahren wieder einberufenen österreichischen Reichsrat Berufspolitikern gegenüber keinen leichten Stand. Außerdem sah er sich mit zunehmenden Versorgungsproblemen bei der Armee konfrontiert, wie sie auch für die Bevölkerung auftraten.
Stöger-Steiner holte den späteren Schöpfer der republikanischen Verfassung, Hans Kelsen, als Rechtsberater ins Kriegsministerium. Kelsen setzte sich mit der Frage auseinander, wie die bewaffnete Macht zu organisieren wäre, wenn die Realunion zwischen Österreich und Ungarn von einer Personalunion abgelöst würde, wie dies letztlich am 31. Oktober 1918 geschah.
Am 7. Dezember 1917 erklärten die Vereinigten Staaten auch Österreich-Ungarn den Krieg, nachdem sie ihn gegen das Deutsche Reich bereits seit 6. April 1917 führten. Der im Dezember 1917 mit der Ukraine und Russland erreichte Waffenstillstand, dem Anfang 1918 der Friedensvertrag von Brest-Litowsk folgte, brachte somit nur kurz Erleichterung: Die Chancen, den Krieg zu gewinnen, wurden immer kleiner. Im Jänner 1918 musste Stöger-Steiner zur Niederschlagung eines Streiks von Industriearbeitern sieben Infanteriedivisionen von der Front zurückziehen. Die zivilen Behörden benötigten immer öfter Hilfe von Soldaten, um die Staatsmacht aufrechtzuerhalten. Von 1. bis 3. Februar 1918 fand in Cattaro (Kotor), Dalmatien, ein großer Matrosenaufstand statt. 1918 wurden Ausrüstungs- und Versorgungsprobleme der k.u.k. Armee unübersehbar, die Kriegsmüdigkeit nahm stark zu.
Beim gemeinsamen Ministerrat vom 2. Oktober 1918 unterstützte Stöger-Steiner den Vorbehalt des ungarischen Ministerpräsidenten Sándor Wekerle bezüglich der „Ordnung der inneren Verhältnisse“ und warnte, dass ein Abtreten Trentinos ohne Plebiszit „revolutionäre Ausbrüche in Tirol zeitigen“ könnte.
Ungarn beendete die Realunion mit Österreich am 31. Oktober 1918. Am selben Tag wurde Stöger-Steiner, als er gemeinsam mit seinem Sektionschef Carl von Bardolff beim Kriegsministerium in Wien mit dem Dienstautomobil vorfuhr, von Mitgliedern des Soldatenrates aufgefordert, die kaiserliche Kokarde von der Mütze zu nehmen. Als er sich wie Bardolff weigerte, wurden die Scheiben des Autos mit Steinen eingeschlagen, der Minister verletzt und die Kokarden gewaltsam abgerissen.
Stöger-Steiners Zuständigkeit für die ungarischen Truppenteile ging mit 1. November 1918 auf den neuen ungarischen Kriegsminister Béla Linder über, der ihre sofortige Heimkehr von der Front verfügte. Am 3. November 1918 wurde im Auftrag des Kaisers und Königs der Waffenstillstand von Villa Giusti geschlossen. Das frühere k.u.k. Kriegsministerium hatte nur mehr die Auflösung der vom Monarchen am 6. November formell demobilisierten Armee zu verwalten; die Kriegsmarine war Ende Oktober in seinem Auftrag an den neuen südslawischen Staat übergeben worden, da nunmehr weder Österreich noch Ungarn Anteil an der Adriaküste hatten.
Der letzte k.u.k. Außenminister, Gyula Andrássy der Jüngere, trat am 2. November 1918 zurück, der letzte gemeinsame Finanzminister, Alexander Spitzmüller, am 4. November. Stöger-Steiner, der dritte der drei bis 31. Oktober 1918 gemeinsamen Minister, amtierte als Minister bis zum 11. November 1918, als Karl I. in Österreich auf jeden Anteil an den Staatsgeschäften verzichtete.
Stöger-Steiner war persönlich befreundet mit dem steirischen Dichter Peter Rosegger, der am 26. Juni 1918 starb.

### Nach Kriegsende
Nach dem Regierungsverzicht des Kaisers vom 11. November 1918 war Stöger-Steiner bis Anfang Dezember 1918, dem deutschösterreichischen Staatsamt für Heereswesen unterstellt, als Leiter des Liquidierenden Kriegsministeriums tätig (siehe auch Ludwig von Flotow als Leiter des Liquidierenden Außenministeriums).
Anschließend übersiedelte Stöger-Steiner zunächst nach Innsbruck und später – von Krankheit bereits schwer gezeichnet – nach Graz, wo er im Frühjahr 1921 verstarb. Er wurde auf dem Zentralfriedhof Graz in einem von der Stadt Graz gewidmeten Ehrengrab (Feld 6a I 2) bestattet. Auf der Grabplatte sind Geburtstag und -ort falsch angeführt (17. April 1861, Kirchdorf in Steiermark). 1939 wurde hier auch Stöger-Steiners Ehefrau Marie beigesetzt.